# Rougeries
Rougeries ist eine französische Gemeinde mit 202 Einwohnern (Stand 1. Januar 2022) im Département Aisne in der Region Hauts-de-France (vor 2016 Picardie). Sie gehört zum Arrondissement Vervins, zum Kanton Marle und zum Gemeindeverband Thiérache du Centre.

## Geographie
Die Gemeinde Rougeries liegt in der Landschaft Thiérache am Fluss Vilpion, neun Kilometer südwestlich von Vervins und 28 Kilometer nördlich von Laon. Nachbargemeinden von Rougeries sind Franqueville im Nordosten, Saint-Gobert im Südosten, Voharies im Süden, Berlancourt im Südwesten (Berührungspunkt) sowie Marfontaine im Westen und Nordwesten.

## Bevölkerungsentwicklung
| Jahr                       | 1962 | 1968 | 1975 | 1982 | 1990 | 1999 | 2006 | 2016 | 2022 |
| Einwohner                  | 268  | 281  | 288  | 294  | 257  | 241  | 233  | 240  | 202  |
| Quellen: Cassini und INSEE |      |      |      |      |      |      |      |      |      |

## Sehenswürdigkeiten

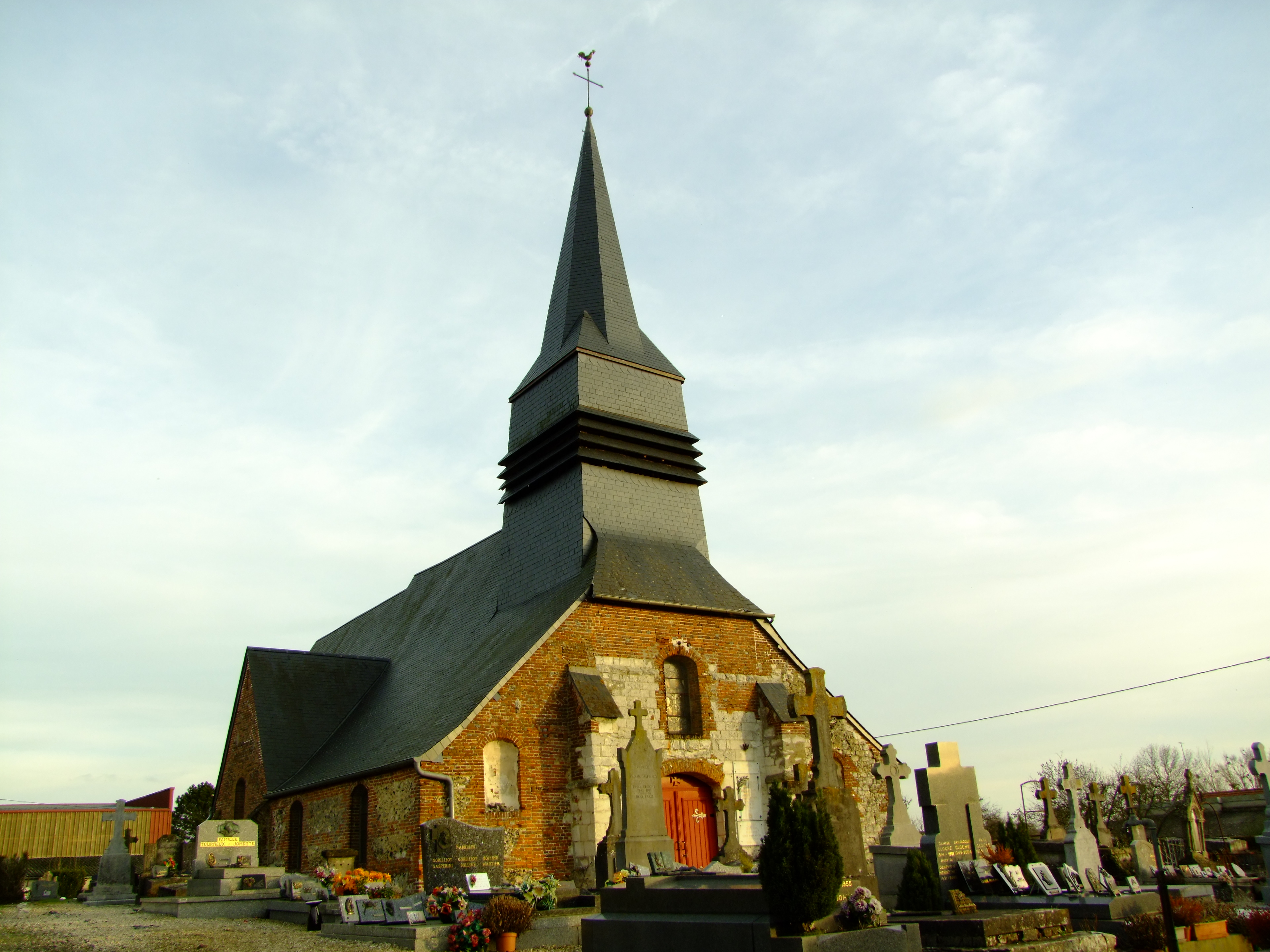
Kirche Saint-Maurice
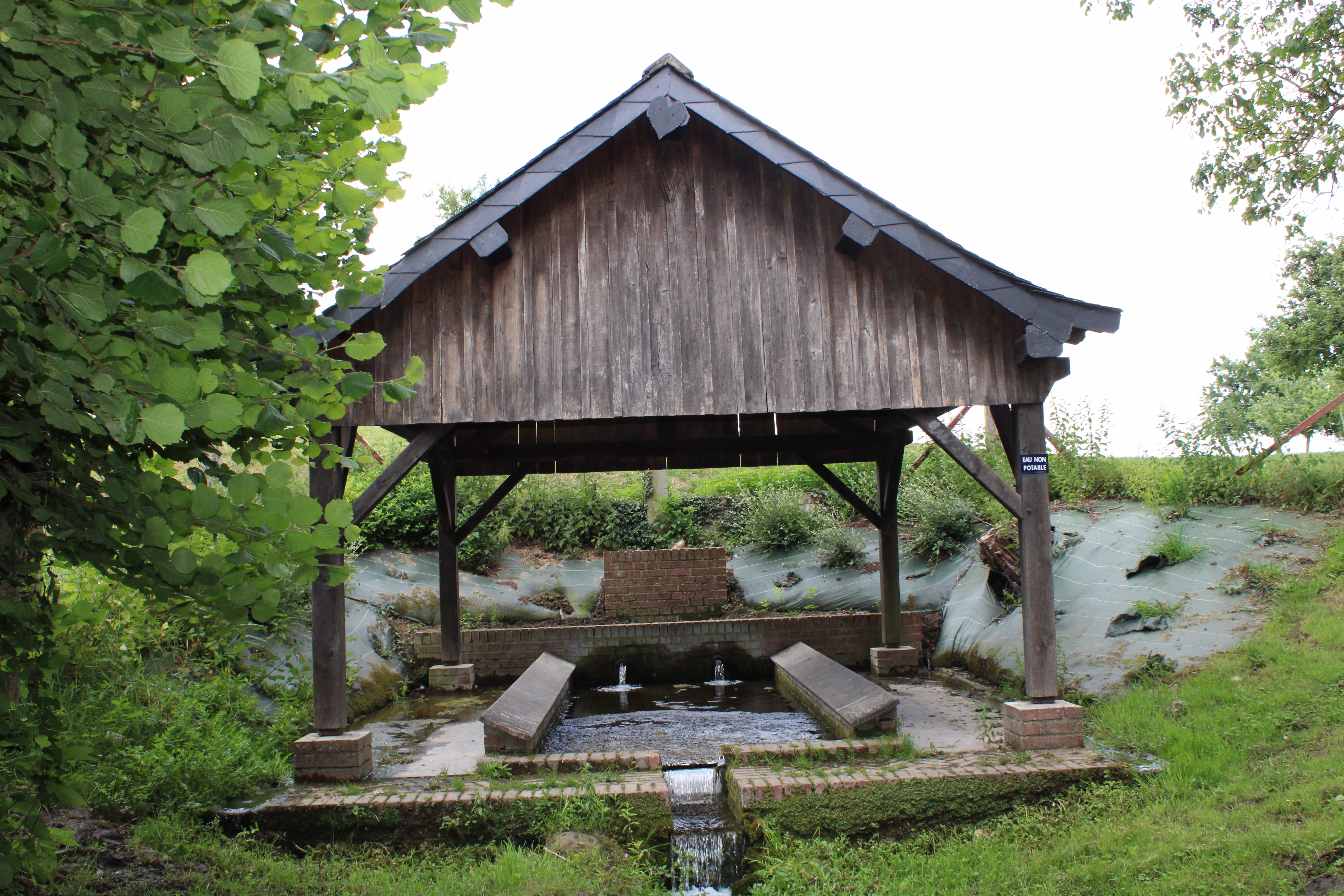
Lavoir „Calix“
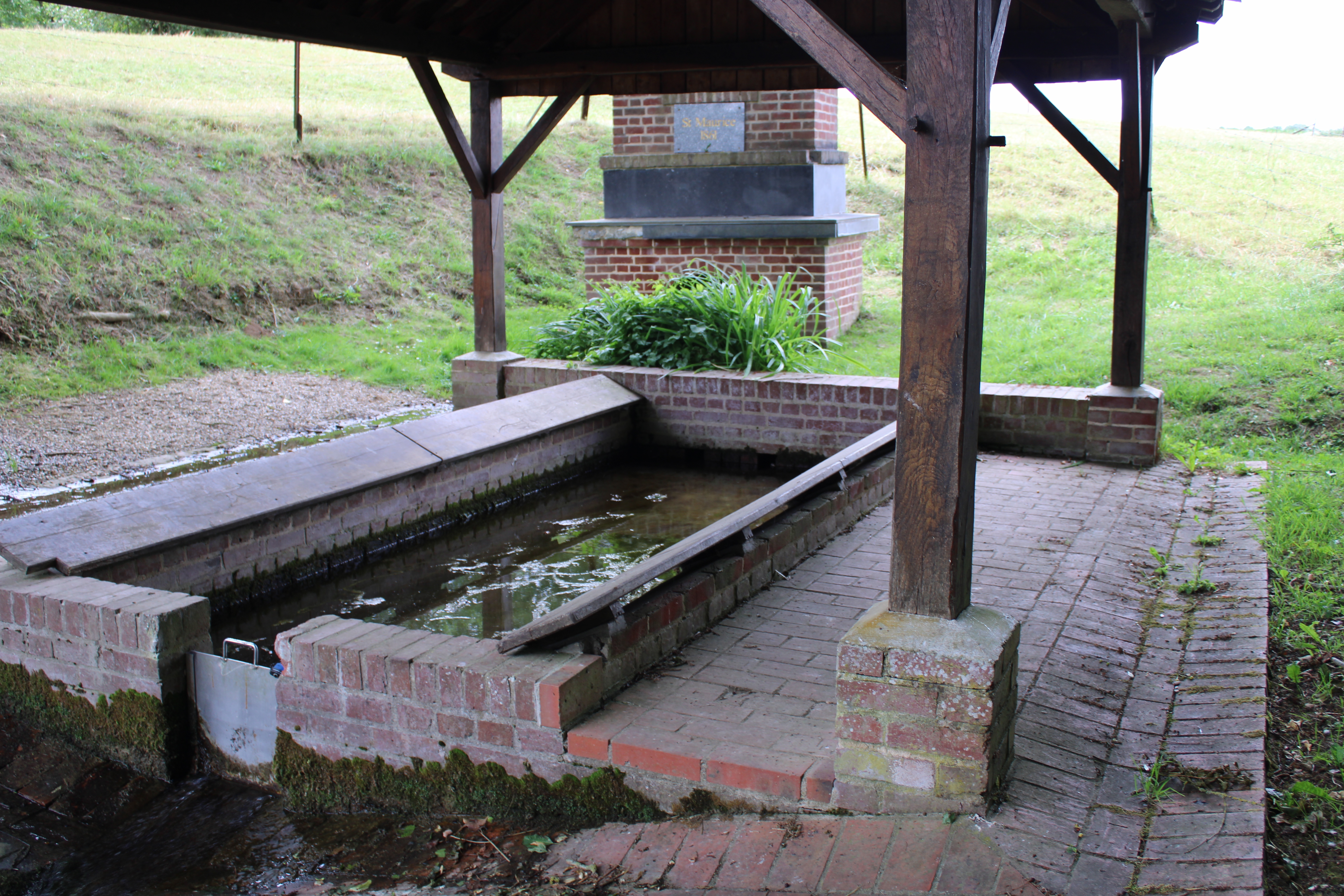
Lavoir „Saint-Maurice“
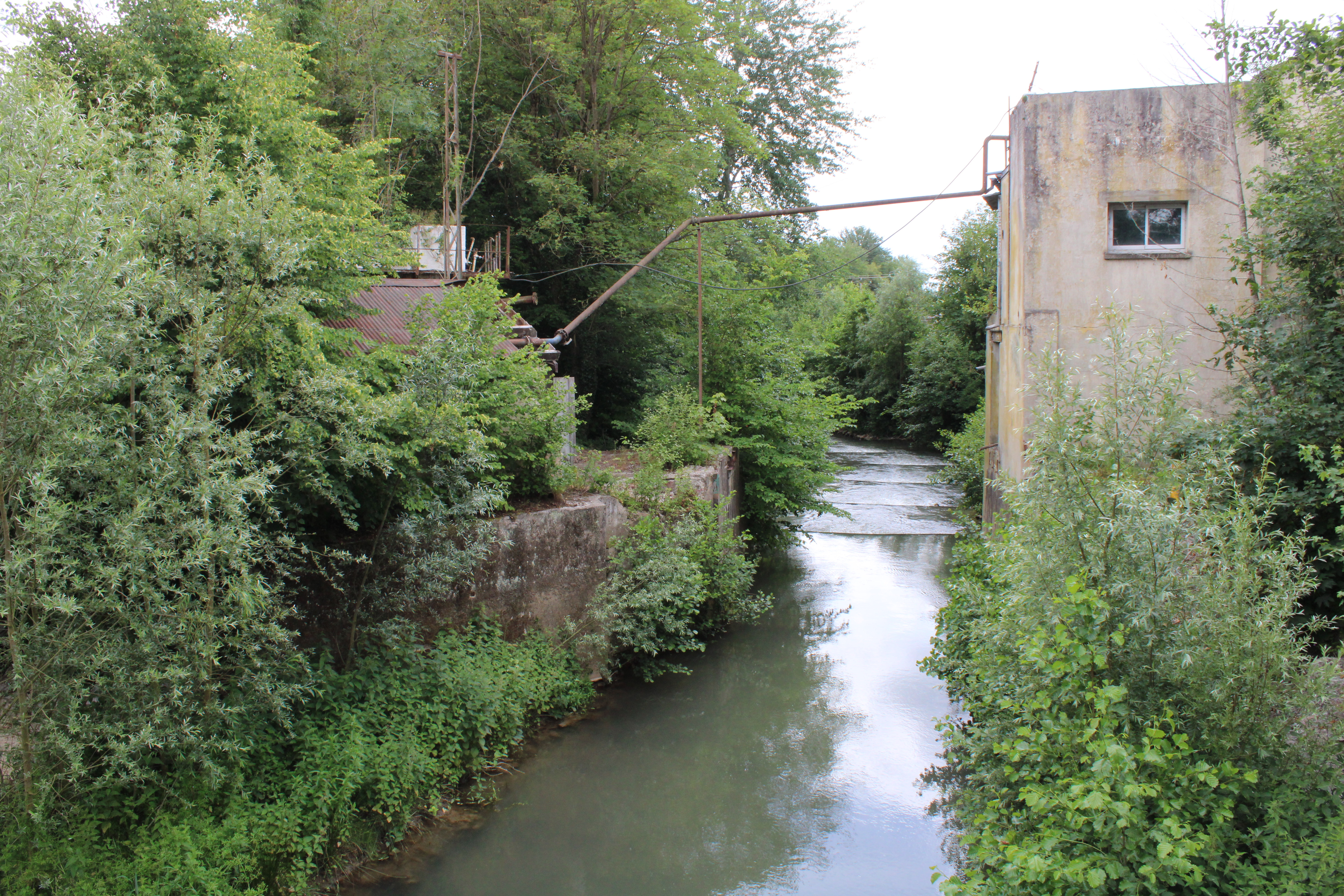
Ruinen der alten Wassermühle
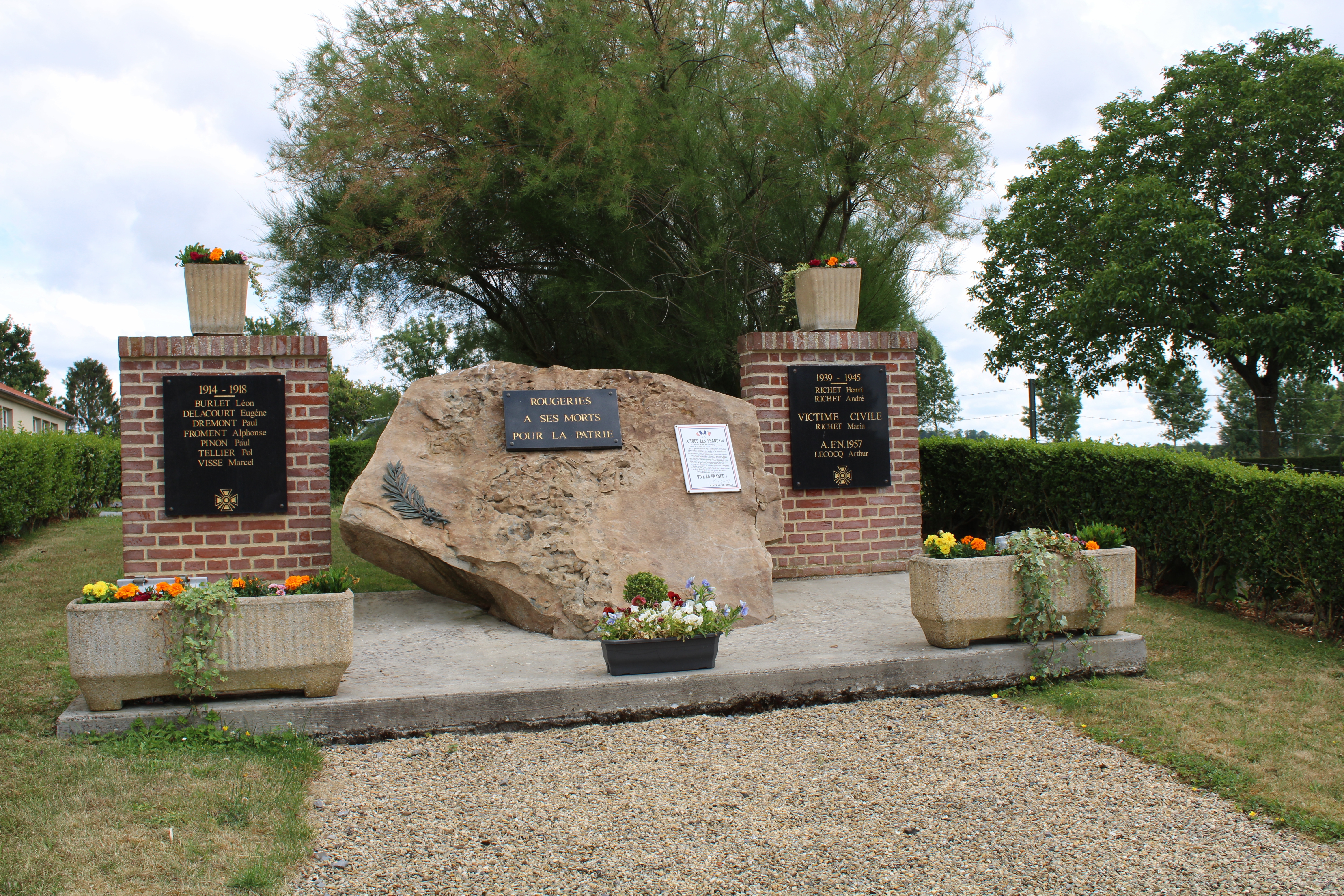
Gefallenendenkmal

- zwei Lavoirs

- Kirche Saint-Maurice
- Lavoir „Calix“
- Lavoir „Saint-Maurice“
- Ruinen der alten Wassermühle
- Gefallenendenkmal